# Ólafur Stefánsson
Ólafur Stefánsson (Reykjavík, 3. srpnja 1973.) - islandski rukometaš. 
Trenutno igra u klubu AG København u Danskoj. Kapetan je Islandske rukometne reprezentacije. S Islandom je osvojio srebrnu medalju na Olimpijskim igrama u Pekingu 2008. godine.
Izabran je za islandskog športaša godine: 2002., 2003., 2008. i 2009. godine. Bio je najbolji strijelac na Europskom prvenstvu 2002. u Švedskoj. Najbolji je strijelac u povijesti njemačkoga rukometnoga kluba SC Magdeburg. Dva puta je izabran u najbolju momčad Olimpijskih igara (2004. i 2008.) te dva puta u najbolju momčad Europskih rukometnih prvenstava (2002. i 2010.)